# Exochella armata
Exochella armata är en mossdjursart som först beskrevs av Walter Douglas Hincks 1882.  Exochella armata ingår i släktet Exochella och familjen Exochellidae. Inga underarter finns listade i Catalogue of Life.